# Presepe meccanico di Franco Curti

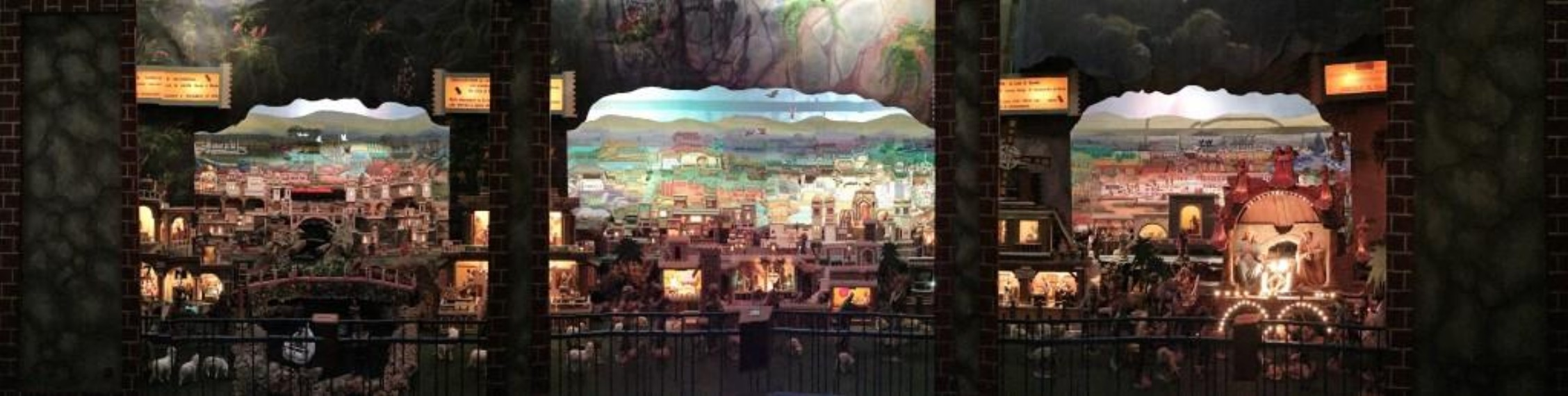
Veduta d'insieme del presepe meccanico

Il presepe meccanico di Franco Curti, denominato dal suo costruttore "Presepe biblico animato", è un presepe meccanizzato costruito a partire dagli anni Venti del 1900. Si tratta di uno dei più antichi presepi meccanici d'Italia e presenta ancora tutti i suoi meccanismi originali, in gran parte realizzati a mano.

## Descrizione
Il presepe è dotato di sette motori che danno i movimenti, 307 lampadine variano la luce creando il giorno, l'aurora e la notte, 205 cuscinetti a sfere e 273 tra ruote, pulegge e ingranaggi sincronizzati fanno muovere tutti i personaggi. La ruota che fa più giri è quella dei motori (1400 giri al minuto), la più lenta quella degli effetti di luce (1 giro ogni 3 minuti). Le costruzioni del presepe sono tutte costruite in traforo. Le statue, in maggioranza, sono scolpite a mano da artigiani della Val Gardena. I personaggi in movimento sono oltre 150 e la parte centrale è un trittico di 40 metri quadrati composto dalla ricostruzione di Betania, Gerusalemme e Betlemme al tempo di Gesù. Completano l'opera cinque quadri meccanici con le profezie dei Profeti Isaia, Michea e Malachia, la ricerca dell'alloggio e l'Adorazione dei Magi.

## Storia
La costruzione del presepe è stata completata in dodicimila ore. Viene esposto in pubblico per la prima volta nel 1949 a Carmagnola, diventando famoso in tutto il Piemonte e in Liguria, e dieci anni più tardi i visitatori sono saliti a circa duecentomila. Intanto fa il giro tra grandi e piccole città, tra le quali Torino (1958), Cuneo (1960), Asti (1963), Biella (1965), Como (1969) e Milano (1974-75), pertanto Curti decide di montarlo anche nel periodo estivo e nell'estate del 1973 raccoglie circa 25.000 visitatori al Santuario di Loreto. Nel 1976 viene donato ai Cappuccini della Liguria che lo gestisce dal 1976 al 1983 facendolo girare tra Santa Margherita Ligure, Calice Ligure e Savona, con un totale di visitatori che si aggira attorno ai 150.000. Nel 1984 viene portato al seminario di Finale Marina dove resta esposto fino al 1995. Dopo una parentesi di tre anni a Sanremo arriva a Genova tra le sedi di Sorriso Francescano di Via Trento e di Coronata. Nel 2007 il Museo dei Beni Culturali Cappuccini di Genova allestisce la sua prima mostra completamente dedicata al Natale riscuotendo successo di pubblico e critiche positive, e nell'autunno del 2010 il Comune di Milano propone al Museo di esporre il Presepe meccanico di Franco Curti in piazza Duomo. L'allestimento in tale sede diventa un evento di grande risonanza mediatica nazionale e in tre settimane di esposizione viene visitato da più di 100.000 persone. Il totale di visitatori raccolti, al 2013, è di oltre un milione.